# Kyle Bratrud
Kyle Bratrud (9 febbraio 1993) è un ex fondista statunitense.

## Biografia
Attivo in gare FIS dal gennaio del 2012, Bratrud ha esordito in Coppa del Mondo il 15 febbraio 2015 a Östersund (84º) e ai Campionati mondiali a Falun 2015, dove è stato 52º nella 15 km e 11º nella staffetta. Ai successivi Mondiali di Lahti 2017 si è classificato 33º nella 15 km, 47º nello skiathlon, 10º nella staffetta e non ha completato la 50 km, mentre a quelli di Seefeld in Tirol 2019 si è piazzato 31º nella 15 km, 49º nello skiathlon e 9º nella staffetta.

## Palmarès

### Coppa del Mondo
- Miglior piazzamento in classifica generale: 132º nel 2019